# Stenocrates rufipennis
Stenocrates rufipennis är en skalbaggsart som beskrevs av Fabricius 1801. Stenocrates rufipennis ingår i släktet Stenocrates och familjen Dynastidae. Inga underarter finns listade i Catalogue of Life.